# 이도언
이도언(李道彦)은 당나라의 인물이다. 정관 연간에 교주자사(交州刺史)에 임명되었다. 재임 중 산료(山僚)의 반란을 평정하였다.